# بوخبرون
بوخبرون (به آلمانی: Buchbrunn) یک شهر در آلمان است که در کیتسینگن واقع شده‌است.